# Vanuatu en los Juegos Paralímpicos de París 2024
Vanuatu estuvo representado en los Juegos Paralímpicos de París 2024 por dos deportistas, un hombre y una mujer. El equipo paralímpico vanuatuense no obtuvo ninguna medalla en estos Juegos.